# UFC 23
UFC 23: Ultimate Japan 2 è stato un evento di arti marziali miste tenuto dalla Ultimate Fighting Championship il 19 novembre 1999 al Tokyo Bay NK Hall di Tokyo, Giappone.

## Retroscena
Fu il secondo evento UFC organizzato in Giappone, in un periodo nel quale le promozioni nipponiche Pride Fighting Championships e K-1 stavano crescendo a dismisura e negli anni successivi sarebbero arrivate a dominare le arti marziali miste e la kickboxing a livello internazionale.
L'evento prevedeva un torneo a quattro per soli lottatori giapponesi, allo scopo di incoronare il campione UFC del Giappone: si trattò dell'ultimo evento UFC con la formula del torneo ad eliminazione diretta, e dell'ultimo evento organizzato tramite il brand UFC-J.
Kevin Randleman e Pete Williams si sfidarono per il titolo dei pesi massimi lasciato vacante da Bas Rutten, che decise di passare agli allora pesi medi (attuali pesi mediomassimi) per poter divenire il primo lottatore a vincere due titoli in due differenti categorie di peso.

## Risultati
- Semifinale del torneo dei Pesi Medi:  Katsuhisa Fujii contro  Masutatsu Yano

Fujii sconfisse Yano per KO Tecnico (colpi) a 3:14 del secondo round.
- Semifinale del torneo dei Pesi Medi:  Kenichi Yamamoto contro  Daiju Takase

Yamamoto sconfisse Takase per decisione unanime.
- Incontro categoria Pesi Medi:  Eugene Jackson contro  Keiichiro Yamamiya

Jackson sconfisse Yamamiya per KO (pugno) a 3:12 del terzo round.
- Incontro categoria Pesi Medi:  Joe Slick contro  Jason DeLucia

Slick sconfisse DeLucia per KO Tecnico (infortunio al ginocchio) a 1:28 del primo round.
- Finale del torneo dei Pesi Medi:  Kenichi Yamamoto contro  Katsuhisa Fujii

Yamamoto sconfisse Fujii per sottomissione (kneebar) a 4:15 del secondo round e vinse il torneo dei pesi medi UFC Japan.
- Incontro categoria Pesi Massimi:  Pedro Rizzo contro  Tsuyoshi Kosaka

Rizzo sconfisse Kosaka per KO Tecnico (colpi) a 1:17 del terzo round.
- Incontro per il titolo dei Pesi Massimi:  Kevin Randleman contro  Pete Williams

Randleman sconfisse Williams per decisione unanime e divenne il nuovo campione dei pesi massimi.